# سلطان‌آباد (نهبندان)
سلطان آباد روستایی در دهستان نه بخش مرکزی شهرستان نهبندان استان خراسان جنوبی ایران است. بر پایه سرشماری عمومی نفوس و مسکن در سال ۱۳۹۰ جمعیت این روستا ۱۳۹ نفر (در ۳۴ خانوار) بوده است.